# Nordische Skiweltmeisterschaften 1935/Skispringen

## Großschanze K-72,5
| Platz | Sportler                  | Land                      | Weite 1 | Weite 2 | Note   |
| ----- | ------------------------- | ------------------------- | ------- | ------- | ------ |
| 1     | Birger Ruud               | Norwegen                  | 58,0 m  | 57,0 m  | 231,70 |
| 2     | Reidar Andersen           | Norwegen                  | 59,5 m  | 55,5 m  | 228,90 |
| 3     | Alf Andersen              | Norwegen                  | 59,5 m  | 52,0 m  | 225,90 |
| 4     | Stanisław Marusarz        | Polen                     | 59,0 m  | 57,0 m  | 225,50 |
| 5     | Thorstein Gundersen       | Norwegen                  | 55,0 m  | 56,0 m  | 220,60 |
| 6     | Sixten Johansson          | Schweden                  | 55,5 m  | 52,0 m  | 220,10 |
| 7     | Olle Wikén                | Schweden                  | 53,0 m  | 55,5 m  | 216,20 |
| 8     | Max Meinel                | Deutsches Reich           | 52,5 m  | 55,0 m  | 215,80 |
| 9     | Olaf Hoffsbakken          | Norwegen                  | 50,5 m  | 54,0 m  | 215,10 |
| 10    | Franz Aschenwald          | Österreich                | 54,0 m  | 52,5 m  | 213,90 |
| 11    | Bronislaw Czech           | Polen                     | 51,0 m  | 55,5 m  | 213,40 |
| 12    | Alfred Steinmüller        | Tschechoslowakei (HDW)    | 49,5 m  | 55,5 m  | 212,40 |
| 13    | Randmod Sørensen          | Norwegen                  | 57,5 m  | 47,0 m  | 211,60 |
| 14    | Alfred Stoll              | Deutsches Reich           | 56,5 m  | 51,0 m  | 210,30 |
| 15    | Lauri Valonen             | Finnland                  | 54,5 m  | 49,5 m  | 208,00 |
| 16    | Antonín Bartoň            | Tschechoslowakei (SL RČS) | 48,5 m  | 51,5 m  | 207,90 |
| 16    | Eduard Galeitner          | Österreich                | 54,0 m  | 47,5 m  | 207,90 |
| 18    | Hans Vinjarengen          | Norwegen                  | 53,5 m  | 50,0 m  | 207,20 |
| 19    | Jaroslav Lukeš            | Tschechoslowakei (SL RČS) | 49,0 m  | 50,5 m  | 206,10 |
| 20    | Reto Badrutt              | Schweiz                   | 48,5 m  | 51,5 m  | 204,40 |
| 21    | Andrzej Marusarz          | Polen                     | 49,0 m  | 51,0 m  | 203,70 |
| 22    | Walter Delle Karth        | Österreich                | 49,0 m  | 49,5 m  | 203,20 |
| 23    | Karl Dietl                | Deutsches Reich           | 53,5 m  | 45,5 m  | 203,00 |
| 24    | Bertil Lilliehöök         | Schweden                  | 45,0 m  | 49,0 m  | 201,80 |
| 25    | Johann Lahr               | Tschechoslowakei (HDW)    | 54,5 m  | 46,5 m  | 200,80 |
| 26    | Bengt Carlquist           | Schweden                  | 45,0 m  | 51,0 m  | 196,80 |
| 27    | Piotr Kolesar             | Polen                     | 46,0 m  | 45,5 m  | 192,40 |
| 28    | Sandor Darabos            | Ungarn                    | 45,5 m  | 48,5 m  | 192,00 |
| 29    | Miroslav Skrbek           | Tschechoslowakei (SL RČS) | 50,0 m  | 46,5 m  | 191,90 |
| 30    | Max Meixner               | Tschechoslowakei (HDW)    | 46,5 m  | 45,5 m  | 190,70 |
| 31    | František Šimůnek         | Tschechoslowakei (SL RČS) | 45,5 m  | 46,0 m  | 187,40 |
| 32    | Miroslav Havlicek         | Tschechoslowakei (SL RČS) | 41,0 m  | 49,0 m  | 183,20 |
| 33    | Bohuslav Sir              | Tschechoslowakei (SL RČS) | 45,0 m  | 45,5 m  | 183,00 |
| 34    | Frantisek Holubec         | Tschechoslowakei (SL RČS) | 41,0 m  | 43,0 m  | 179,50 |
| 35    | Jaroslav Kadavy           | Tschechoslowakei (SL RČS) | 45,5 m  | 42,0 m  | 178,80 |
| 36    | Pavel Müller              | Tschechoslowakei          | 43,0 m  | 42,5 m  | 177,00 |
| 37    | Lavente Balatoni          | Ungarn                    | 42,0 m  | 42,5 m  | 174,10 |
| 38    | Josef Císař               | Tschechoslowakei (SL RČS) | 41,5 m  | 40,5 m  | 173,70 |
| 39    | Kamil Hanus               | Tschechoslowakei          | 40,5 m  | 45,5 m  | 172,30 |
| 40    | Erhard Phillip            | Tschechoslowakei (HDW)    | 38,5 m  | 43,0 m  | 171,90 |
| 41    | Frantisek Paprskar        | Tschechoslowakei (SL RČS) | 40,0 m  | 43,5 m  | 171,20 |
| 42    | Vladimir Vaclavik         | Tschechoslowakei (SL RČS) | 31,5 m  | 48,5 m  | 170,40 |
| 43    | Josef Safar               | Tschechoslowakei (SL RČS) | 41,0 m  | 41,5 m  | 168,30 |
| 44    | Hans Mariacher            | Österreich                | 58,5 m  | 56,5 m  | 165,90 |
| 45    | Gregor Höll               | Österreich                | 53,5 m  | 52,0 m  | 156,50 |
| 46    | Pavel Midriak             | Tschechoslowakei (SL RČS) | 30,0 m  | 40,0 m  | 153,20 |
| 47    | Miroslav Chlum            | Tschechoslowakei (SL RČS) | 51,5 m  | 49,5 m  | 151,30 |
| 48    | Izydor Gąsienica-Łuszczek | Polen                     | 53,0 m  | 50,0 m  | 145,40 |
| 49    | Pavel Novak               | Tschechoslowakei (SL RČS) | 35,0 m  | 40,5 m  | 145,00 |
| 50    | Andreas Krallinger        | Österreich                | 49,5 m  | 45,0 m  | 134,60 |
| 51    | Albin Novšak              | Jugoslawien               | 41,5 m  | 51,0 m  | 127,10 |
| 52    | Martin Civerny            | Tschechoslowakei (SL RČS) | 45,5 m  | 45,0 m  | 123,00 |
| 53    | Antonin Havara            | Tschechoslowakei (SL RČS) | 45,0 m  | 45,0 m  | 122,20 |
| 54    | Franc Palme               | Jugoslawien               | 39,5 m  | 44,5 m  | 121,00 |
| 55    | Valda Lukes               | Tschechoslowakei (SL RČS) | 40,5 m  | 45,0 m  | 116,50 |
| 56    | Jan Stregl                | Tschechoslowakei (SL RČS) | 37,5 m  | 45,5 m  | 115,60 |
| 57    | Karel Farsky              | Tschechoslowakei (SL RČS) | 37,0 m  | 41,0 m  | 115,40 |
| 58    | Josef Skrbek              | Tschechoslowakei (SL RČS) | 38,0 m  | 44,5 m  | 112,80 |
| 59    | Bogomir Sramel            | Jugoslawien               | 40,5 m  | 47,0 m  | 112,00 |
| 60    | Rudolf Klöckner           | Rumänien                  | 40,0 m  | 47,0 m  | 109,50 |
| 61    | Josef Dyntr               | Tschechoslowakei (SL RČS) | 30,0 m  | 41,5 m  | 99,90  |
| 62    | Jaroslav Matatko          | Tschechoslowakei (SL RČS) | 36,0 m  | 36,0 m  | 91,50  |
| 63    | Karel Gola                | Tschechoslowakei (SL RČS) | 37,0 m  | 30,0 m  | 89,00  |
| DNF   | Marcel Reymond            | Schweiz                   | 40,0 m  | -       | -      |
| DNF   | Suba? Srubar?             | Tschechoslowakei (SL RČS) | 54,5 m  | -       | -      |
| DNF   | Pál Ványa                 | Ungarn                    | 42,0 m  | -       | -      |
| DNF   | Hannes Schroll            | Österreich                | 46,5 m  | -       | -      |
| DNF   | Divin                     | Tschechoslowakei (SL RČS) | 34,0 m  | -       | -      |
| DNF   | Jakoda                    | Tschechoslowakei (SL RČS) | 40,0 m  | -       | -      |

Datum: Sonntag, 17. Februar 1935
Skisprungschanze: Jarolímek-Schanze
Teilnehmer: 164 genannt; 109 gestartet; 63 gewertet;